# East Side/West Side
East Side/West Side ist eine US-amerikanische Fernsehserie, die in den Jahren 1963–1964 auf CBS lief. Produziert wurde die Serie von David Susskind.
Protagonisten sind der Sozialarbeiter Neil Brock, gespielt von George C. Scott, seine Sekretärin Jan Foster, gespielt von Cicely Tyson und die Leiterin der Behörde, Frieda Hechlinger, gespielt von Elizabeth Wilson. Dass mit Cycely Tyson eine Schwarze für eine Hauptrolle in einer Fernsehserie gecastet wurde, war für die damalige Zeit ungewöhnlich.
In den einstündigen Episoden der Dramaserie  werden Themen wie Armut, Vorurteile, Drogen, Abtreibung und die Todesstrafe behandelt. Am 4. November 1964 wurde eine Episode ausgestrahlt, in der das Kleinkind eines in Armut lebenden jungen schwarzen Paars in Harlem nach einem Rattenbiss stirbt. Die Episode führte zu Artikeln in führenden Tageszeitungen und der republikanische Senator Jacob Javits lobte CBS für den Mut, diese Folge auszustrahlen und sagte, die Serie beschäftige sich ehrlich und einfühlsam mit den zentralen Problemen von Diskriminierung am Arbeitsplatz, Wohnbedingungen und der tiefen Kluft, die zwischen Schwarzen und Weißen herrsche. Auch wenn die Serie Anklang fand, war sie für CBS ein Misserfolg, da sich ein Drittel der Werbezeit nicht verkaufen ließ. So wurde sie nach einem Jahr und 26 Episoden eingestellt.
Die erste Folge lief am 30. September 1963, die letzte am 14. September 1964. Ausstrahlung war jeweils montags um 22:00 Uhr.